# Колесников, Иван Сергеевич (актёр)
Ива́н Серге́евич Коле́сников (род. 18 марта 1983, Москва) — российский актёр театра и кино. Лауреат Премии Правительства Российской Федерации в области культуры.

## Биография

### Ранние годы
Родился 18 марта 1983 года в Москве в семье актёра Сергея Валентиновича Колесникова (1955—2023) и Марии Александровны (в дев. Великановой), внук архитектора А. А. Великанова (1938—2024).
Окончил Высшее театральное училище имени М. С. Щепкина (курс В. И. Коршунова) в 2004 году. Во время учёбы начал играть в спектаклях и проявил себя как разносторонний артист с классической театральной школой.

### Карьера
Был занят в спектаклях Художественного театра «Борис Годунов», «Дорогие мои, хорошие», «Плач в пригоршню». Роль Петкутина в спектакле «Вечность и ещё один день» — его первая главная роль.
Актёр театра Моссовета.

### Личная жизнь
С 2002 года женат на художнице по костюмам Лине Раманаускайте (род. 1981). У пары трое детей — дочери Евдокия (2006), Вера (2013) и Лизавета (6 октября 2018).

## Работы

### Театр
МХТ имени А. П. Чехова
- «Вечность и ещё один день» — Петкутин
- «Ундина»
- «Борис Годунов»
- «Дорогие мои, хорошие»
- «Плач в пригорошню»
- «Дни Турбиных»

### Фильмография
- 1997 — День полнолуния —
- 1998 — Чехов и Ко — сын буфетчика
- 2003 — Сыщики 2 — Яртур
- 2005 — Горыныч и Виктория — Тат
- 2005 — Не забывай — Илья Борисов
- 2005 — Студенты — Макс (Тихон Максимов)
- 2005 — Белая гвардия — Галаньба
- 2006 — Меченосец — Сергей
- 2006 — Студенты 2 — Макс (Тихон Максимов)
- 2006 — Телохранитель — Егор
- 2007 — Женские истории — Эдуард
- 2007 — Затмение — Арсений Савицкий
- 2007 — Личная жизнь доктора Селивановой — Руслан
- 2008 — Колдовская любовь — Кот
- 2009 — Легенды колдовской любви — Кот
- 2009 — Предлагаемые обстоятельства — Сергей
- 2009 — Сделать гейнер — Иван
- 2010 — Сыщик Самоваров — Саша
- 2010 — Институт благородных девиц (1-й сезон) — князь Андрей (Андре) Петрович Хованский, сводный брат Софьи Горчаковой (Воронцовой)
- 2010 — Маруся — Любош
- 2010 — Маруся. Возвращение — Любош
- 2010 — Стреляющие горы — Милинкевич, старший лейтенант
- 2010 — Сыщик Самоваров — Саша, помощник Заречного
- 2011 — Терминал — продавец дисков
- 2013 — Поцелуй! — Дмитрий Ворошилов
- 2013 — Пятый этаж без лифта — Борис Семичев
- 2013 — Три звезды — Слава Белянкин
- 2014 — Шесть соток счастья — Максим
- 2015 — Конец прекрасной эпохи — Андрей Лентулов, молодой журналист и писатель, сотрудник газеты «Советская Эстония»
- 2015 — Чтобы увидеть радугу, нужно пережить дождь — Антон Забелин («Пианист»), вор-«медвежатник»
- 2016 — 40+, или Геометрия чувств — Евгений
- 2016 — Обещание — Валентин Молодцов, футболист
- 2016 — София — Юрий Васильевич, удельный князь Дмитровский, младший брат Ивана III Васильевича
- 2016 — Опасные каникулы —
- 2017 — Анна Каренина — Степан Аркадьевич («Стива») Облонский, брат Анны Аркадьевны Карениной[3]
- 2017 — Движение вверх — Александр Белов, советский баскетболист, игрок сборной СССР (№ 14)[3]
- 2017 — Искушение — Женя Ханжонков
- 2017 — Искушение 2 — Женя Ханжонков
- 2017 — Крылья империи — Константин Кирсанов-Двинский, брат Сергея
- 2017 — Серебряный бор — Олег
- 2019 — Годунов — Илейка, толмач
- 2019 — Звёзды и лисы — Николай Галицкий (Ник)
- 2019 — Не ждали — Егор Баринов
- 2019 — Совсем чужие — Юра
- 2019 — Тобол — Семён Ремезов-младший
- 2019 — Скажи что-нибудь хорошее — Георгий Леонидович Климов, врач и целитель
- 2019 — Союз спасения — Николай I, Император Всероссийский
- 2019 — Яркие краски осени — Борис Евгеньевич Авдеев, кризисный менеджер, отец Насти, возлюбленный Маргариты Журавлёвой
- 2020 — Ни шагу назад-2 — Колос
- 2020 — Алиса — Женя
- 2020 — Любовь без размера — Илья, врач в санатории
- 2020 — Первый отдел — Юрий Иванович Брагин, полковник юстиции, старший следователь по особо важным делам первого отдела ГСУ СК России по г. Санкт-Петербургу
- 2021 — Русские горки — Марк Шварц
- 2022 — Матрёшка — Джим Уиллер
- 2022 — Ева, рожай!
- 2022 — Агентство «Справедливость»
- 2022 — Тверская — Иван Соболев
- 2022 — Первый отдел — 2 — Юрий Иванович Брагин, полковник юстиции, старший следователь по особо важным делам первого отдела Второго следственного управления Центрального аппарата СК России
- 2022 — Союз спасения. Время гнева — Николай I, Император Всероссийский
- 2022 — Пётр I: Последний царь и первый император — Пётр I, Император Всероссийский
- 2023 — Хитровка. Знак четырёх — Антон Чехов
- 2023 — Первый отдел — 3 — Юрий Иванович Брагин, полковник юстиции, старший следователь по особо важным делам первого отдела Второго следственного управления Центрального аппарата СК России
- 2025 — Первый отдел — 4 — Юрий Иванович Брагин, полковник юстиции, старший следователь по особо важным делам первого отдела Второго следственного управления Центрального аппарата СК России

## Награды и номинации
- 2015 — номинация на «Золотой Орел» в категории «Лучшая мужская роль в кино» — за роль Андрея Лентулова в фильме «Конец прекрасной эпохи».
- 2016 — Премия «Ника» в номинации «Открытие года» — за роль Андрея Лентулова в фильме «Конец прекрасной эпохи».
- 2017 — Премия Правительства Российской Федерации 2017 года в области культуры — за создание художественного фильма «Конец прекрасной эпохи»[4].
- 2020 — номинация на «Золотой Орел» в категории «Лучшая мужская роль второго плана» — за роль Николая I в фильме «Союз спасения».
- 2022 — медаль «За содействие» (Следственный комитет РФ).